# 巴什泰維奇
48°22′3″N 38°51′58″E / 48.36750°N 38.86611°E
巴什泰維奇（烏克蘭語：Баштевич）是位於烏克蘭東部的村莊，由盧甘斯克州羅韋尼基區的赫魯斯塔利內市鎮負責管轄。該村始建於1954年，面積0.27平方公里，海拔高度271米，2001年人口26，人口密度每平方公里97.7人。